# Umar Xaikh
|  | Per a altres significats, vegeu «Umar Xaïkh Mirza». |

Umar Xaikh - عمر شیخ میرزا (persa) - (1394-1356) fou un príncep timúrida fill de Tamerlà. Tenia el lakab de Muizz al-Din. La seva mare fou la concubina Tolun Agha. Va néixer poc temps després de Jahangir, que va tenir la condició de primogènit.

## Joventut
La seva primera actuació fou a la batalla de Balkh contra Amir Husayn. Tamerlà el va enviar, tot i tenir nomes 16 anys, a assaltar les muralles de la ciutat; va resultar ferit al peu per una fletxa però el príncep va seguir amb l'atac i Husayn es va refugiar a la ciutadella i va fer barrar les portes. Omar, tot i la seva ferida no va desistir i va pujar fins a la porta del fort, va colpejar-la amb una destral. Unes hores després Husayn es va rendir.
El 1375, després de sufocada una revolta en la qual havia pres part el governador d'Andijan, Hamdi, Timur va nomenar al seu fill Umar Xaikh governador d'Andijan.

## Governador d'Andijan

### Campanyes al Mogolistan
Els rebels Adil Shah Jalayir i Sar Bugha Jalayir, que s'havien exiliat al kanat de l'Horda Blanca (blanca en la tradició persa), es van traslladar al Mogolistan i van començar a incitar al kan Kamar al-Din contra Timur (1376). Kamar al-Din els va escoltar, va recollir un gran exèrcit i va marxar altre cop cap a Transoxiana. El governador hazara (comandant de mil homes) de Kudak, al país d'Andijan (la vall de Fergana), va abandonar a Umar Xaikh i es va passar als mogols. Andijan va caure a les seves mans i Umar es va fer fort a les muntanyes i va enviar un missatger de nom Dashmend per alertar a Timur del que passava. Timur hi va anar personalment
El 1377 Timur va enviar un nou exèrcit al Mogolistan sota el comandament del príncep Umar Xaikh, auxiliat per Ak Bugha i Khetai Bahadur, dirigit contra Kummar al-Din; Umar Xaikh va rebre ordres de consultar totes les decisions amb Sar Bugha, el antic rebel ara sotmès, que s'havia compromès a guiar l'exèrcit al Mogolistan. Abans de la partida de les tropes, l'amir Sar Bugha va aconsellar que, com que els jats eren experts en la vigilància calia desviar una divisió per arribar al seu campament per la part posterior mentre el cos principal els atacava pel davant; es va decidir que Umar Xaikh i Sar Bugha anirien per davant i una divisió manada per Khetai Bahatur faria un rodeig. Umar amb el cos principal, va arribar a la plana de Khuratu (on acampaven els jats) en el moment que Kummar al-Din estava sopant; el kan va fer unes maniobres confuses per examinar la situació i va desorganitzar tot l'exèrcit. Kamar es va retirar cap al desert i Umar el va seguir però no va trobar el seu rastre i va tornar a Samarcanda mentre Khetai Bahadur saquejava el campament de la Horda i després s'incorporava al gruix de l'exèrcit que marxava cap a Samarcanda.

### Campanyes a Coràsmia
El hivern del 1377 a 1378, absent Tamerlà de Transoxiana, grups de soldats havien fet una incursió a la zona de Bukharà i havien fet saquejos. Aquest soldats pertanyien segurament a la Horda de Kiptxak o a Toktamish. Van incendiar un palau a la rodalia de Bukharà i es van retirar cap al riu Sihun (Sir Darya). Les forces de Timur que els van fer front, manades pel fill de Timur, Umar Xaikh, van combatre be però foren derrotades. Aquesta acció va provocar la revolta dels sufís de Coràsmia (desitjosos de recuperar la independència) i que els clans jats (els mongols de Mogolistan) agafessin els seus cavalls i sortissin al pillatge.
El 1379 durant la campanya de Coràsmia, va participar en la batalla de Urganj contra el xah Yusuf Sufi. El 1382 va participar en els atacs a la fortalesa de Kalat dels Ja'un-i Qurban. Ali Beg ibn Arghun Shah (que havia resistir a Kalat), Muhammad, malik kart de Sarakhs, i Ghuri (fill de Ghiyath al-Din d'Herat) foren enviats a Andijan; l'horda de Ja'un-i Qurban fou establerta a Taixkent.

### Defensa de Transoxiana
El 1388 Mawara al-Nahr (Transoxciana), el cor de l'imperi, es va trobar sota atac de forces de Toktamish. Alguns estaven saquejant la vall de Qashqa Darya, on havia nascut Timur. Els soldats estaven deixant devastats pobles i ciutats. El palau de Karshi, un dels símbols definitoris de l'imperi Txagatai, havia estat enderrocat. Pitjor encara, els jats, els antics adversaris de Timur al Mogolistan, no havien perdut temps a unir-se a la rebel·lió, acompanyats del xah Sulayman Sufi de Coràsmia. Umar Xaikh, governador de la vall de Fergana amb seu a Andijan, va reunir les seves forces i va marxar contra els invasors. A Samarcanda, Sulayman Xah i Amir Abas van reunir algunes tropes i van marxar a ajudar a Umar Xaikh. Les forces dels dos amirs es van reunir amb el príncep, van creuar el Sihun i van anar a trobar a l'enemic a Juklik a uns 25 km a l'est d'Otrar. Alli es va lliurar una batalla que va durar tot el dia; Umar Xaikh va avançar i va quedar aïllat dins de les línies enemigues i només per sort va poder-ne sortir i retirar-se cap a Andijan; pel seu costat les forces timúrides foren derrotades i Abas va quedar ferit. Allí va tenir notícia que l'amir mogol Ankatura, nebot de l'amir Hajji Beg Irkanut, havia trencat la treva i es dirigia també als dominis de Timur havent ja arribar a Seyram i Shash (Taixkent) havent fet diverses incursions a l'altre costat del riu. Umar Xaikh va reunir les tropes de Uzkunt i va anar cap a Khujend on va saber que l'enemic havia marxat cap a Andijan per la ruta de Shak Ijmen. Va tirar enrere per tallar el pas dels mogols i els va atrapar a Aksiket, a la vora del Sihun. Els dos contingents van acampar un davant de l'altra amb el riu al mig; si un contingent es desplaçava l'altra feia el mateix; una nit Ankatura va sortir d'amagat amb la major part dels seus homes, deixant un miler dels seus al campament amb ordre d'encendre diversos focs per que semblés que tot l'exèrcit restava al lloc; així es va fer i Ankatura va trobar un pas força aviat i va sorprendre a les forces d'Umar Xaikh (menys nombroses) que no l'esperaven; Umar Xaikh, derrotat, va fugir a Andijan. Ankatura el va segui i va intentar conquerir Andijan però Umar Xaikh es va defensar tenaçment i fins i tot va quedar enmig dels enemics si bé afortunadament per ell l'amir Tukel Bahadur el va poder treure; finalment Ankatura va considerar innecessari seguir combatent a costa de moltes baixes contra un enemic aïllat amb poca capacitat ofensiva i va desistir d'ocupar Andijan. Tots aquests fets van passar a la tardor i segurament Ankatura es va retirar quan va arribar el hivern. Umar Xaikh va enviar tropes a seguir a Ankatura que durant tres dies van fer atacs guerrillers a les forces mogols.

### Victòria sobre Mireke Khuttalani
Descoberta la conspiració del gendre de Tamerlà, Muhammad Mireke de Khuttalan, el príncep Omar Shaikh va alertar al seu pare (que era a Coràsmia). Les primeres accions de Mireke foren avortades per Umar Xaikh quan es va presentar amb les seves tropes; els rebels es van desbandar i Mireke va fugir al Khuttalan. Umar Xaikh el va seguir, va saber el seu parador, i va ordenar matar-lo i així fou fet. El seu germà Abu l-Fath també fou executat. Poc després als Baghui Beitgh (Jardins del Paradís), Umar Xaikh i altres membres de la família van contreure matrimoni.

### Combats contra Ankatura
El 1389 va participar en la campanya del Mogolistan principalment contra Ankatura. Umar Xaikh es va apoderar d'un nombre altíssim de caps de bestiar. El 1390 al kurultai d'Akyar, Umar Xaikh es va casar altre cop, ara amb la jove Sevinj Kotlugh Agha (filla de Shirin Beg) considerada noia d'extraordinària bellesa. Al final de l'assemblea Umar Xaikh va retornar a Andijan (Vall de Fergana). El 1390 va enviar un contingent de cinc mil homes des d'Andijan per participar en la campanya de Mogolistan d'aquell any.

### Campanya del Kiptxak
El 1391 va participar en la primera expedició contra Toktamish, manant l'ala esquerra i va tenir una actuació destacada a la batalla de Kunduzcha o Kundurča, on després hi va haver la ciutat d'Orenburg, que es va lliurar el 19-20-21 de juny.

### Campanya de Pèrsia
El 1393, en la campanya de Pèrsia, Umar Xaikh fou enviat via Qom (Kum o Qum), Awa, Sawa cap al Lur-i Kučik i el Lur-i-Buzurg fins al punt de trobada a Huwayza i Dizful on altres cossos també tenien destinació final. Umar Xaikh va seguir la seva ruta i va arribar a la fortalesa de Kiur que va conquerir; el seu governador Muhammad al-Kumi fou fet presoner i carregat de cadenes. Umar Xaikh va passar la nit allí i l'endemà va anar cap a Marwan on el governador Muhammad Perahhani, que governava per compte de Muhammad al-Kumi, se li va sotmetre; tot seguit Umar Xaikh va seguir cap a Kerherud; el governador Isfendiyar es va rendir sense lluitar i fou enviat a Timur junt amb Muhammad al-Kumi. Timur va arribar a Burudjird el 23 de gener de 1393 on aviat va arribar Umar Xaikh després de passar per Turwan. Timur el va retornar al comandament de l'ala esquerra de l'exèrcit. Quan van arribar al Petit Luristan, els maliks van fugir i Umar Xaikh fou enviat a perseguir als fugitius i va enviar a destacaments de cavalleria per tot el Luristan que fou netejat de guerrers que quan baixaven de la muntanya eren morts per tropes timúrides a cops d'espasa). Umar Xaikh va perseguir al Malik Izz al-Din cap el castell de Munkere; en aquesta zona va fer una recerca minuciosa però no va tenir notícies dels fugitius; va sotmetre diverses poblacions i viles de la plana i muntanya i finalment es va anar a reunir amb l'exèrcit imperial al pont de l'Abzal. Umar Xaikh va anar després cap a Huwayza que estava governada per Islam en nom de Shah Mansur; Islam no va oferir resistència i va fugir i el príncep hi va poder entrar sense lluita.

## Governador de Fars
Timur va sortir de Shushtar el 25 de Rabi al-Akhir (Rabi al-Thani) del 795 (equivalent al 18 de març de 1393) i va avançar per Bahbahan cap a Siraz. Va avisar a Umar Xaikh que no anés a Shushtar sinó que es reunís amb ell junt amb l'equipatge de l'exèrcit i les seves tropes. Se l'esmenta poc durant la conquesta de Fars. Al final de la campanya Umar Xaikh va ser nomenat governador de Fars i l'Iraq Ajamita; al seu govern de Fergana (Andijan) que havia tingut fins aleshores el va succeir el seu fill Iskandar Mirza). Com a consellers d'estat es van assignar a Omar Shaikh els amirs Birdi Beg, Sar Bugha, Sirek Jaku i Sevinjik Bahadur.

## Mort d'Umar Xaikh
Umar Xaikh després de la sortida del seu pare del país va conquerir els focus de resistència que havien quedat, entre els quals les fortaleses d'Istakhr, Farak i Shariyari Gharmsir; després va anar a Sirjan que encara estava assetjada i on Gudarz resistia ferotgement i allí va rebre ordre de Timur d'anar al Diyar Bakr per participar en la guerra contra els mamelucs de Síria i Egipte. Va encomanar a Ideku Barles governador de Kirman, Shah Shahan governador de Sistan i a Pirali Selduz, la culminació del setge de Sirjan i va marxar cap a Shiraz per equipar-se pel viatge. Com a governador de Fars va deixar a Sevinji o Sevinjik Bahadur i va marxar cap al Diyar Bakir. La primera tasca de Sevinjik fou restaurar la fortalesa de Fahandir o Quhandiz que havia estat destruïda per Shah Shuja. Umar Xaikh va passar per Khuzestan, va seguir per Kurdistan i va arribar a una fortalesa menor de nom Kormatu o Khurmatu. El príncep va pujar a un turó per veure la fortalesa i allí un local que no el coneixia li va disparar una fletxa que el va matar davant la desesperació del seu propi fill Pir Muhàmmad ibn Úmar Xaykh que l'acompanyava. La data exacta de la mort no se sap però fou abans de la meitat de gener del 1394, probablement el 7 de gener de 1394. El príncep tenia 38 anys, algunes fonts dien que 40 anys. La fortalesa de Kormatu fou arrasada i tota persona que es va trobar a la zona massacrada. La noticia de la mort del príncep es va saber al campament imperial prop de Mardin abans del 19 de gener del 1394 (dia que el campament de Mardin fou aixecat). Segons Lamb, Timur no va mostrar cap emoció al saber la mort d'aquest fill a diferencia del que havia passat amb el primer fill, Jahangir. El seu cos fou portat a Shiraz a una mesquita en presència de nombrosos amirs; poc després les esposes Sevinje Korluk Agha, Bei Mulk Agha i Melket Agha i el fill infant Iskandar Mirza (que tenia 10 anys i s'havia quedat a Shiraz quan va marxar el pare) el van portar cap a Kish (Xahrisabz) on fou enterrat en un mausoleu que havia fet construir Timur a la part sud de la tomba del sant Shams al-Din Kalar i prop de la tomba de Taragai, el pare de Timur i tenia a la dreta i esquerra diverses tombes preparades per altres prínceps de la casa reial, entre les quals la de Jahangir.
En el govern del Fars el va succeir el fill del difunt, Pir Muhàmmad ibn Úmar Xaykh que tenia 16 anys.

## Família
Esposes i concubines 
- Malikat Agha o Melket Agha, filla de Khidr Khoja, kan de Mogolistan i casada en segones noces amb [[Xah Rukh (timúrida)Xah RukhShah Rukh]].
- Kutlugh Tarkhan Agha l
- Sultan Agha
- Beg Malik Agha, filla de Khwaja Yusuf Apardi
- Bakht Sultan, filla de Yasaur Jalayir
- Tuglugh Sultan Jalayir, casada en segones noces amb Pir Muhammad
- Mihr Khush
- Kutlugh Tarkhan
- Takish Khatun
- Fille d'Hajji Beg dels Ja'un-i Qurban
- Sivinj Kutlugh Agha, filla de Muvayad Arlat i de Shirin Beg Agha (germana de Tamerlà)

Fills 
Amb Melket Agha
- Pir Muhammad (1379 – 1409)
- Iskandar (1384 – 1415);
- Ahmad (1385 – 1425)
- Baykara (1393 – 1423)
- Isfandiyar

Amb Kutlugh Tarkhan Agha
- Rustem ibn Úmar Xaykh (1381 – 1424/5)

Amb Tuglugh Sultan Jalayir
- Sayyid Ahmad (nascuda 1390)

Amb Sultan Agha
- Muhammad
- Nasab Sultan;

Amb Bakht Sultan
- Bistam
- Zubayda Sultan, casada amb Yadghar Shah Arlat

Amb Mihr Khush
- Ali
- Umar
- Saadat Sultan, casada amb Sultan Mahmud Khan de Txagatai

Amb Takish Khatun
- Dastan

Amb Beg Malik Agha
- Baba Biki

Amb Kutlugh Tarkhan
- Jahan Sultan Agha, casada amb Taghay Bugha Barles